# Jogos da Commonwealth de 2026
Os Jogos da Commonwealth de 2026, oficialmente conhecidos como XXIII Commonwealth Games e comummente conhecidos como Glasgow 2026, é um evento multiesportivo para membros da Commonwealth programado para ocorrer em Glasgow, Escócia.
A cidade-sede foi inicialmente planejada para ser selecionada na Assembleia Geral da Federação dos Jogos da Commonwealth (CGF) de 2019 em Kigali, Ruanda. Em 16 de junho de 2019, o CGF confirmou que decidiria a cidade-sede em 2020, mas a falta de interesse das cidades e a pandemia de COVID-19 atrasaram o anúncio. Em dezembro de 2021, o CGF informou que anunciaria um anfitrião em março de 2022; no entanto, Vitória foi anunciada como anfitriã em 12 de abril de 2022, após dois meses de um processo de diálogo exclusivo com o CGF. No entanto, em 18 de julho de 2023, o primeiro-ministro vitoriano, Daniel Andrews, e a vice-primeira-ministra, Jacinta Allan, anunciaram que o governo do estado pretendia cancelar os Jogos vitorianos de 2026. Quinze meses depois de concordar em sediar os Jogos, o Premier disse que o custo havia aumentado para cerca de 6000 a 7000 milhões de dólares — o dobro dos benefícios estimados —, e o governo não poderia justificar a despesa.

## Seleção de host
Durante a Assembleia Geral do CGF em 31 de março de 2017 em Gold Coast, após o conturbado processo de candidatura da cidade-sede dos Jogos da Commonwealth de 2022, o conselho executivo anunciou que planejava premiar os Jogos da Commonwealth de 2026 e 2030 simultaneamente na Assembleia Geral do CGF agendada para Quigali, Ruanda em setembro de 2019. Foi implementado um novo modelo denominado CGF Partnerships (CGFP). Isso visa dar maior apoio às associações e cidades que demonstram interesse em sediar futuros Jogos e aumentar o valor geral do evento. Isso é semelhante ao processo usado pelo Comitê Olímpico Internacional (COI) desde 2017. Em janeiro de 2022, o governo do estado de Vitória anunciou que estava considerando seriamente um pedido tardio do CGF para sediar os Jogos. Em 16 de fevereiro de 2022, o primeiro-ministro de Vitória Daniel Andrews confirmou que o estado estava em negociações exclusivas com o CGF para sediar os Jogos. Afirmou-se que, se bem-sucedida em sediar os Jogos pela segunda vez, uma candidatura vitoriana teria como objetivo enfatizar os centros regionais do estado — como Geelong, Ballarat e Bendigo — em vez de ser predominantemente baseado em Melbourne, como em 2006. Bendigo já havia sediado os Jogos da Juventude da Commonwealth de 2004. A aceitação da oferta provavelmente também estará condicionada ao acordo sobre maneiras de controlar os custos, como hospedar atletas e funcionários em hotéis, em vez de uma vila dedicada. Esta oferta foi confirmada como bem sucedida em 12 de abril de 2022.
Em 18 de julho de 2023, o primeiro-ministro vitoriano Daniel Andrews e a vice-primeira-ministra Jacinta Allan anunciaram que o governo estadual pretendia cancelar os Jogos vitorianos de 2026. Quinze meses depois de concordar em sediar os Jogos, o Premier disse que o custo havia aumentado para cerca de US$ 6 a 7 bilhões, o dobro dos benefícios estimados, e o governo não poderia justificar a despesa. O estado disse que rescindiria seu contrato de hospedagem com a Federação dos Jogos da Commonwealth e buscaria um acordo sobre o contrato.
| Região  | Nação     | Votos   |
| ------- | --------- | ------- |
| Vitória | Austrália | Unânime |

## Transmissão
- Nova Zelândia – Sky Television[20]